# Silke Vogten
Silke Vogten (* 1966 in Oberhausen Rheinland) ist eine deutsche Autorin und Lyrikerin.

## Leben
Silke Vogten studierte Politikwissenschaften an der Universität Duisburg. Dieses schloss sie mit einer Arbeit über den Maler Fidus ab.
Neben ihrer Tätigkeit als Journalistin und seit 2010 als Herausgeberin des Kunstbriefes „Escapade-belles-lettres“ publiziert Vogten Lyrik und Erzählungen.

## Werk
- Getanzt wird immer. Gedichte, Verlag Dialog-Edition: Duisburg-Istanbul 2016, ISBN 978-3-945634-09-7
- Als ich hinsah. Gedichte, Verlag Trikont-Duisburg und Verlag Dialog-Edition: Duisburg-Istanbul 2017, ISBN 978-3-945634-21-9
- Lauter und Leuchtender. Gedichte, Verlag Trikont-Duisburg und Verlag Dialog-Edition, 2020, ISBN 978-3945634-51-6
- Raus und weit weg. Gedichte, Verlag Trikont-Duisburg und Verlag Dialog-Edition, 2022, ISBN 978-3945634-721
- Eine Nacht im Kameha. Erzählungen Verlag Trikont-Duisburg und Verlag Dialog-Edition, 2023, ISBN 978-3-945634-78-3

Als Herausgeberin:
Le Best Of – Escapade belles-lettres. Die Kunstbriefe 2010-2021.
Herausgegeben von Flora Jörgens und Silke Vogten. Verlag Trikont-Duisburg und Verlag Dialog-Edition, 2021, ISBN 978-3-945634-59-2

## Anthologien
- Du hast Recht! Hörbuch. Audio-CD in Kooperation mit Unicef,  Verlag:  Headroom Sound Production, Köln 2006, ISBN 978-3-934887-53-4
- Mein durstiges Wort gegen die flüchtige Liebe. Elif Verlag, Nettetal 2016, Lyrikanthologie, ISBN 978-3-9817509-7-3
- Lemmy. Eine Hommage (Herausgeber, Marvin Chlada und Jerk Götterwind), Verlag Trikont-Duisburg und Verlag Dialog-Edition: Duisburg-Istanbul 2017, ISBN 978-3-945634-19-6
- Cinema. Elif Verlag, Elif Verlag, Nettetal 2019, Lyrikanthologie, ISBN 978-3-946989-19-6